# Енгоми
̀Енгоми (на гръцки: Έγκωμη; на турски: Tuzla) е село в Кипър, окръг Фамагуста. Според статистическата служба на Северен Кипър през 2011 г. селото има 2645 жители.
Де факто е под контрола на непризнатата Севернокипърска турска република.